# Modrý Janek
Modrý Janek (zkratka MJ, název dle VIVC Hans) je moštová odrůda révy vinné (Vitis vinifera), která vznikla v Rakousku, v oblasti Štýrska, mutací odrůdy Veltlínské zelené.

## Popis
Réva vinná (Vitis vinifera) odrůda Modrý Janek je jednodomá dřevitá pnoucí liána dorůstající v kultuře až několika metrů. Kmen tloušťky až několik centimetrů je pokryt světlou borkou, která se loupe v pruzích. Úponky umožňují této rostlině pnout se po tvrdých předmětech. Růst je středně bujný, vyzrávání réví je dobré.
List je středně velký, většinou třílaločnatý, se středně hlubokými horními výkroji. Řapíkový výkrojek je lyrovitý, otevřený, někdy úzce otevřený, s průsvitem. Řapík je středně dlouhý až dlouhý, někdy narůžovělý.
Oboupohlavní pětičetné květy v hroznovitých květenstvích jsou žlutozelené, samosprašné. Plodem je středně velká, kulatá bobule, v době zralosti zelenožlutá s šedavým líčkem, ale při zaměkání modrofialové až tmavě fialové. Dužina je šťavnatá, sladké, osobité, ostřejší, až pepřnaté chuti. Hrozen je středně velký (107 g), válcovitě-kuželovitý, středně hustý.

## Původ a rozšíření
Modrý Janek, stará moštová odrůda vinné révy (Vitis vinifera), je mutací odrůdy Veltlínské zelené, která se z oblasti Štýrska rozšířila v první polovině 20. století do Německa, Francie a na Moravu. Tradičními oblastmi pěstování bylo Dolní Rakousko, Morava, Slovensko a Württembersko.
Ve Státní odrůdové knize České republiky není odrůda zapsána. Vinařský zákon sice povoluje vyrábět víno v kategorii zemských vín z této odrůdy podle vyhlášky č. 323/2004 Sb. i po novele vyhláškou č. 28/2010 Sb., ale je zde pěstována pouze velmi vzácně, dnes je prakticky před vymizením. Na Slovácku v okolí Velkých Pavlovic se mu říkalo dříve též Modrý Honza, v Čechách Brunát, v německy mluvících zemích Blauer Hans. V dobách minulých představoval doprovodnou odrůdu, rozšířenou ve vinicích Mikulovska a Znojemska. Současné roztroušené výsadby u nás nedosahují ani celého hektaru.

## Název
Název odrůdy je odvozen od faktu, že malé zelené bobulky brzy po odkvětu zmodrofialoví, před zráním se mění na tmavofialové, při zrání bobule opět šednou až zezelenají. Další místně používaná synonyma této odrůdy jsou :  Veltlínské modré, Abendroete, Abendroth, Blauer Hans, Blue John, Brunat, Falscher Frühroter, Faux Früher, Fleischtraube, Früher Rother Valteliner, Hanns, H. Weiss, Hansentraube, Hannsen Weiss, Hansen Rot (Francie), Hansentraube, Kleiner Veltliner, Mährer, Modrý Honza, Modrý Ján, Morave Rose, Petit Jean, Roter Hansen, R. Veltliner, R. Zierfahndler, R. Mährer, Rothraifler, Schwabenhans, Zierfahndler Rot.

## Pěstování
Odrůda se hodí se pro většinu vedení, snáší dobře i krátký řez, doporučené podnože jsou SO-4, Cr 2, T 5C, 125 AA. Plodnost je nižší, 6–9 t/ha při cukernatosti 17–21 °NM a aciditě 8–11 g/l. Hrozny se doporučovalo rychle lisovat, mošt měl sklon k oxidaci.

### Fenologie
Raší i kvetě středně pozdně, zraje též středně pozdně, koncem září až začátkem října.

### Choroby a škůdci
Dobře odolává mrazu, houbovým chorobám odolává středně dobře, nevýhodou je nižší plodnost a náchylnost k virózám.

### Polohy a půdy
Odrůda vyžaduje teplé a slunné polohy, není příliš náročná na půdy.

## Charakteristika vína
Blaha (1961) uvádí, že oproti Veltlínskému zelenému, kterému se typově podobá, ale jehož kvalit nedosahuje, měl Modrý Janek chuť ostřejší, kořenitou, intenzivněji pepřovou. Při optimálním stavu kyselin dával silná vína hlubší a vyšší, žluté barvy s vůní koření a pepře, chuti plné, extraktivní, harmonické. Dochované analytické rozbory ukazují na vyšší obsah extraktivních látek. Problém byl v silnějším sklonu hroznů i vína k oxidaci. Víno je vhodné ke grilovaným pokrmům.

### Multimédia
- Ing. Radek Sotolář : Multimediální atlas podnožových, moštových a stolních odrůd révy, Mendelova zemědělská a lesnická universita Brno, zahradnická fakulta v Lednici
- Martin Šimek : Encyklopédie všemožnejch odrůd révy vinné z celýho světa s přihlédnutím k těm, co již ouplně vymizely, 2008–2012